# Ковтуновка (Нежинский район)
Ковтуновка (укр. Ковтунівка) — село в Нежинском районе Черниговской области Украины. Занимает площадь 0,241 км².
Код КОАТУУ: 7423382803. Почтовый индекс: 16671. Телефонный код: +380 4631.

## Власть
Орган местного самоуправления — Галицкий сельский совет. Почтовый адрес: 16671, Черниговская обл., Нежинский р-н, с. Галица, ул. Народовольцев, 6. Тел.: +380 (4631) 6-73-36; факс: 6-73-37.